# Éric Lenaerts
Éric Lenaerts (22 juni 1965) is een Belgisch striptekenaar en illustrator. Hij tekende onder meer aan De romantici en aan een tweetal reeksen van Jacques Martin, te weten De reizen van Alex en Historische personages.

## Carrière
Lenaerts studeerde kunst en volgde cursussen in striptekenen aan het Institut Saint-Luc in Brussel. Zijn eerste verhalen maakte hij samen met scenarist Pascal Renard, onder meer de thriller Sur des Eaux Troubles, die door Lombard werd gepubliceerd in 1995. Hierna volgde de saga Valcourt waarvoor ze twee episodes maakten (in het Nederlands gepubliceerd in 1997) tot aan het overlijden van Renard. Lenaerts hield zich vervolgens bezig met illustratiewerk tot hij de fantasyserie Les Royaumes de Borée opstartte samen met Dominique Latil.
Tussen 2001 en 2003 maakte hij samen met André-Paul Duchâteau de historische reeks De romantici voor uitgeverij Casterman. In 2004 realiseerde Lenaerts samen met André Taymans de thriller Le Fugitive bij Casterman.
In 2006 tekende Lenaerts de illustraties voor het album De vikingen op scenario van Jacques Martin voor de historische reeks De reizen van Alex, gevolgd door het album Cleopatra in de reeks Historische personages, dit keer op scenario van François Maingoval.
Hierna maakte hij samen met zijn voormalige assistent Gihef Mister Hollywood voor uitgeverij Dupuis, waarvan het tweede deel in 2010 verscheen.
- Bibliothèque nationale de France: cb137615537 (data)
- Gemeinsame Normdatei: 1146079907
- International Standard Name Identifier: 0000 0000 0145 8401
- Library of Congress Control Number: no2008033497
- Nederlandse Thesaurus van Auteursnamen: 139336001
- Système universitaire de documentation: 083765352
- Virtual International Authority File: 76496829